# Caswell (Northamptonshire)
Caswell – była wieś w Anglii, w hrabstwie Northamptonshire, w dystrykcie (unitary authority) West Northamptonshire. Leży 14 km na południowy zachód od miasta Northampton i 96 km na północny zachód od Londynu. W miejscowości rozwija się Caswell Science & Technology Park.